# W-85式重机枪
W-85重机枪是一款由中国成都國營第216廠研制及生产的重机枪，发射12.7×108毫米蘇聯口徑（中國官方稱“54式12.7毫米重机枪弹”）步枪子彈。

## 发展历程概述
W-85重机枪裝填及发射的子弹為12.7×108毫米俄羅斯口徑（.50俄罗斯或54式12.7毫米重机枪弹）。採用氣動式、空气冷却、彈鏈供弹、全自動操作。
W-85被设计为尽可能轻便以供步兵使用。它的小型下机匣的横截面通常为矩形，并且在枪管下方有一根粗气管，其中包含一个传统的气体活塞。除了机械瞄准具外，它还具有用于光学或防空瞄准具的导轨。它从皮带发射 12.7×108 毫米子弹，比54式重机枪更精准，但更细的枪管使得其过热更快。因此在竞标中，W-85输给了85式重机枪，并未作为步兵武器进入中国人民解放军服役。

### QJC-88车载机枪

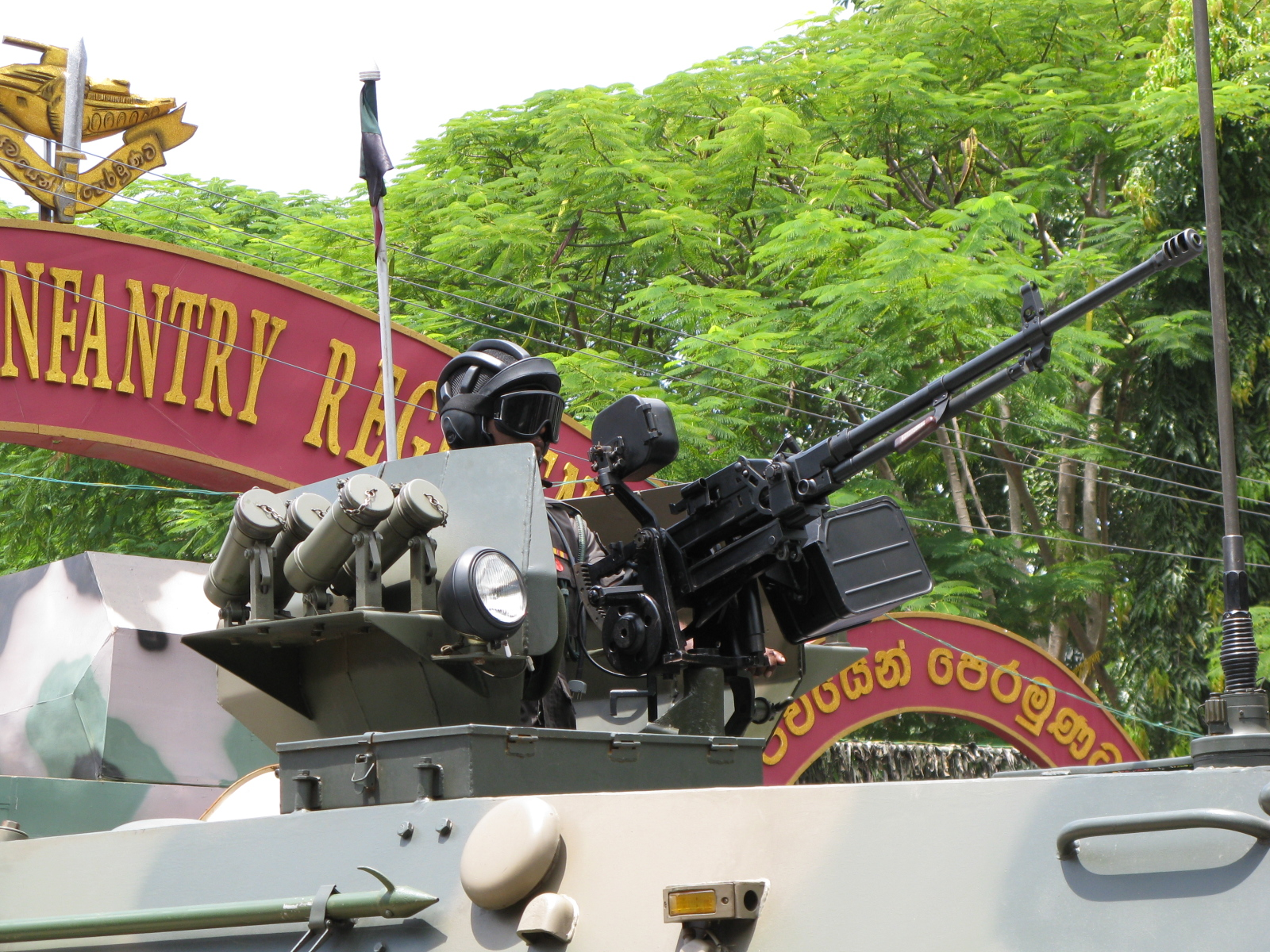
斯里兰卡的ZSL-92A装甲输送车的QJC-88。

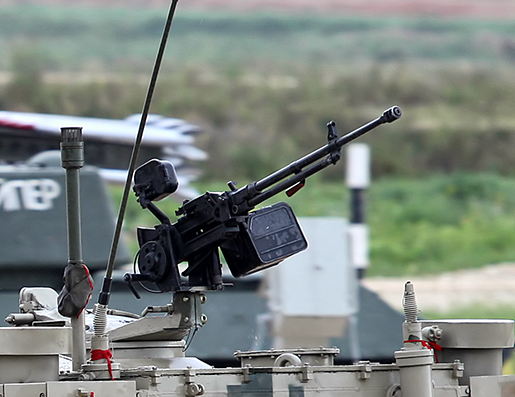
搭載於ZTZ-96主战坦克以上的QJC-88。

然而，尽使W-85没有列入中国武装力量服役并用作步兵武器，其仍然赢得了数年后的车载机枪的竞标，并于1988年定型，命名为“QJC-88”。其重量与基本型一致，可射击垂直角度-5°到75°的目标，因此QJC-88也可以用作高射机枪，并以车载机枪之身大量装备于中国武装力量的地面车辆中。包括：
- ZTZ-99主战坦克：由车长操控
- ZTZ-96主战坦克：由车长操控
- ZTQ-15轻型坦克：由车长操控
- ZSD-05两栖人员输送车：作为自卫武器，并在操作者四周围起钢板
- ZTD-05两栖突击车：由车长操控
- ZSL-10装甲人员输送车：用作自卫武器，并且在操作者四周围起钢板；新批次使用遥控武器站
- 08式轮式侦察车：用作自卫武器，并且在操作者四周围起钢板
- ZTL-11轮式装甲突击车：由车长操控
- PLL-05自行迫榴炮：用作自卫武器
- ZSL-92A装甲输送车：用作自卫武器，并且在操作者四周围起钢板
- ZSD-89装甲输送车：用作自卫武器，并且在操作者四周围起钢板；新批次使用遥控武器站
- “猛士”轻型战术车辆：为一种武器搭载方案
- “山猫”全地形车：为一种武器搭载方案

## 使用國
| 國家           | 組織名稱                               |
| -------------- | -------------------------------------- |
| 阿尔及利亚     |                                        |
| 阿富汗         |                                        |
| 柬埔寨         | 柬埔寨皇家軍隊                         |
| 中华人民共和国 | 中国人民解放军（使用QJC-88车载机枪型） |
| 伊朗           |                                        |
| 伊拉克         |                                        |
| 利比亞         |                                        |
|                |                                        |
| 卢旺达         |                                        |
| 斯里蘭卡       |                                        |
| 苏丹           |                                        |
| 叙利亚         |                                        |
| 乌克兰         | 烏克蘭武裝部隊                         |

## 外部連結
- （英文）—Modern Firearms—W85 heavy machine gun（页面存档备份，存于）
- （英文）—Weaponsystems.net—W85
- （简体中文）—D Boy Gun World（槍炮世界）—W85式/QJC88式高射机枪（页面存档备份，存于）
- （简体中文）—華聲論壇—風雨曆程４０年—國營２１６廠專題（页面存档备份，存于）